# 关镛
关镛（1925年9月9日—），字振宇，青岛人，中华民国外交官。
关镛毕业于辅仁大学外语系。曾任中华民国驻休斯顿总领事馆副领事，驻温哥华总领事馆副领事、领事，外交部美洲司科长，外交部北美司副司长兼第一科科长等职。1967年，任中华民国驻賴索托（巴苏陀兰）大使。返国后，任外交部北美司司长、外交部常务次长。1976年，出任中华民国驻南非大使。后又任行政院海外技术合作委员会主任委员。1986年再次出使，任中华民国驻沙烏地阿拉伯大使。1993年，任北美事务协调委员会主任委员。1994年，又任中华民国驻哥斯大黎加大使。
他还是国民党第十二届候补中央委员，第十四、十五届中央评议委员。